# Церковь Святого Михаила Архангела (Дражовце)
Церковь святого Михаила Архангела (словац. Kostol svätého Michala Archanjela) — католическая церковь, находящаяся в окрестностях села Дражовце, возле города Нитра, Словакия. Церковь святого Михаила Архангела является одним из старейших религиозных сооружений Словакии.

## История
Церковь святого Михаила Архангела была построена в начале XI века. Церковь построена в типичном романском стиле с единственным нефом и круглой апсидой. В 1947—1948 гг. возле храма проходили археологические исследования, во время которых были обнаружены 55 погребений.
В 1993—1999 гг. проводились ремонтные работы.
В настоящее время храм не используется для регулярных богослужений, кроме дня, когда в Католической церкви отмечается день памяти Архангела Михаила (29 сентября).

## Память
Церковь святого Михаила Архангела изображена на словацкой банкноте 50 крон 1993 года выпуска.